# Beni (Kongo)
Beni ist eine Stadt im Nordosten der Demokratischen Republik Kongo in der Provinz Nord-Kivu mit 95.407 Einwohnern (Stand 2010). Sie liegt etwa 70 Kilometer nördlich des Eduardsees und gut 100 km südwestlich des Albertsees am Westrand des Virunga-Nationalparks und der Ruwenzori-Berge am Semliki. Es gibt einen Flughafen, einen Markt und die Université Chrétienne Bilingue du Congo.
2001 war Beni Ort heftiger Kämpfe im Zweiten Kongokrieg. Seitdem sind Truppen der Mission der Vereinten Nationen in der Demokratischen Republik Kongo stationiert. Auch im Sommer 2010 gab es Flüchtlingsbewegungen auf den Straßen der Umgebung.
Bischof der Diözese Butembo-Beni ist seit 1998 Melchisedec Sikuli Paluku.
Beni war das am stärksten betroffene Gebiet der 2018 bis 2020 grassierenden Ebolafieber-Epidemie. Bis zum 10. Dezember 2018 wurden in und um der Stadt 213 Erkrankungs- und 114 Todesfälle gezählt.

## Massaker in Beni
Die Mission der Vereinten Nationen für die Stabilisierung in der Demokratischen Republik Kongo (MONUSCO) bestätigte, dass in der Nacht vom 13. auf den 14. August 2016, mindestens 36 Menschen einem Massaker am Rand der Stadt Beni zum Opfer fielen. Bei den Kämpfern handelte es sich nach Angaben der UN-Mission um Mitglieder der ugandischen Guerillaorganisation Allied Democratic Forces. Nord-Kivus Provinzgouverneur Julien Paluku Kahongya rief die Bevölkerung zur Wachsamkeit und Unterstützung der Streitkräfte auf. Das Massaker ereignete sich nur drei Tage nach dem Besuch des Präsidenten der Demokratischen Republik Kongo, Joseph Kabila.